# Slaget om Kijev (1941)
Slaget om Kijev var en operation, som førte til en meget stor omringning af sovjetiske tropper i omegnen af Kijev i Ukraine under 2. Verdenskrig. Det anses for at være den største omringning i historien. Operationen foregik mellem den 23. august 1941 og 26. september 1941 som led i Operation Barbarossa. I sovjetisk militærhistorie omtales operationen som Kijev forsvarsoperationen (russisk: Киевская оборонительная операция), med en noget afvigende tidsmæssig afgrænsning 7. juli til 26. september 1941.
Næsten hele den Røde Hærs Sydvestlige Front blev omringet, og tyskerne hævdede at have taget 665.000 fanger. Omringningen af Kijev var dog ikke fuldstændig, og mindre grupper af tropper fra den Røde Hær havde held til at undslippe kedlen i dagene efter, at de tyske spydspidser mødtes øst for byen, herunder marskal Semjon Budjonnyjs hovedkvarter, Marskal Semjon Timosjenko og den politiske kommissær Nikita Khrusjtjov. Ikke desto mindre var katastrofen ved Kijev et nederlag uden fortilfælde, som overgik selv katastrofen ved Minsk i juni-juli 1941. Den 1. september udgjorde den Sydvestlige Front 752-760.000 soldater (850.000 hvis man medregnede reserver og støtteenheder), 3.923 kanoner og morterer, 114 kampvogne og 167 kampfly.
Omringningen indespærrede 452.700 soldater, 2.642 kanoner og morterer og 64 kampvogne, hvoraf knap 15.000 var undsluppet omringningen den 2. oktober. I alt led Sydvest Fronten et tab på 700.544, heraf 616.304 dræbte, sårede, fangne eller savnede under det månedlange slag om Kijev. Som en konsekvens heraf blev fire sovjetiske arméer (5., 37., 26. og 21. Armé), som bestod af 43 divisioner så godt som udslettet. Den 40. Armé blev også hårdt ramt. Ligesom den Vestlige Front før den måtte den Sydvestlige Front genskabes så godt som fra bunden.

## Optakt
Efter den tyske hærs hurtige indledende successer især i den nordlige og centrale sektor af Østfronten var der et stort frontfremspring mod syd, hvor en betydelig sovjetisk styrke bestående af næsten hele den Sydvestlige Front befandt sig. I Slaget ved Uman havde tyskerne opnået en betydelig sejr over den Røde Hær, men hovedparten af styrkerne under marskal
Semjon Budjonnyjs ledelse lå stadig i og omkring Kijev. Selv om de manglede mobilitet og panser, da hovedparten af hans pansrede styrker var gået tabt i slaget om Uman, udgjorde de stadig en betydelig trussel mod den tyske fremrykning og var på daværende tidspunkt den største koncentration af sovjetiske tropper på Østfronten.
I slutningen af august havde den tyske hærs overkommando OKH valget mellem enten at fortsætte fremrykningen mod Moskva eller ødelægge de sovjetiske styrker i syd. Da den tyske Heeresgruppe Süd ikke havde den fornødne styrke til at kunne nedkæmpe styrkerne, var det nødvendigt med en betydelig forstærkning fra Heeresgruppe Mitte for at kunne løse opgaven.
Efter uenighed indenfor den tyske overkommando (se Lötzen beslutningen) blev hovedparten af Panzergruppe 2 og 2. Panzerarmée overført fra Heeresgruppe Mitte til Heeresgruppe Süd og sendt sydpå for at omringe de sovjetiske arméer og møde den fremrykkende Heeresgruppe Süd øst for Kijev.

## Slaget
Kampvognsenhederne rykkede hurtigt frem for at gennemføre omringningen, et skridt som overraskede Semjon Budjonnyj. Han blev derfor afskediget efter ordre fra Josef Stalin den 13. september. Der blev ikke udnævnt en efterfølger, så tropperne var overladt til deres respektive korps- og divisionschefer. Omringningen af de sovjetiske styrker i Kijev blev gennemført den 16. september, da von Kleists 1. Panzer Armée og Heinz Guderians 24. Korps mødtes ved Lokhvytsja, 190 km øst for Kijev.
Herefter var de omringede arméers skæbne beseglet. For Sovjetunionen udfoldede der sig nu en katastrofe af rystende dimensioner. Uden mobile styrker eller en overordnet feltherre var der ingen mulighed for at bryde ud af omringningen. Den tyske 17. Armée og 6. Armée fra Heeresgruppe Süd samt 2. Armée fra Heeresgruppe Mitte elimininerede efterhånden lommen, støttet af de to panserarméer. De omringede sovjetstyrker gav ikke op uden videre. Et voldsomt slag, hvorunder de sovjetiske styrker blev beskudt med artilleri og kampvogne og bombet fra luften, skulle udkæmpes først inden lommen blev fjernet. Kijev faldt den 19. september, men omringningsslaget fortsatte. Til slut, efter 10 dages hårde kampe, overgav de sidste tropper øst for Kijev sig den 26. september. Tyskerne hævdede, at 600.000 soldater fra den Røde Hær blev taget til fange, om end disse påstande omfattede et stort antal civile, som blev mistænkt for at ville unddrage sig tilfangetagelse. Hitler kaldte det for det største slag i historien.

## Efter slaget
Efter slaget om Kijev havde den Røde Hær ikke flere reserver. Til at forsvare Moskva kunne den Røde Hær mønstre 800.000 mand i 83 divisioner, men kun 25 af disse havde fuldt mandskab og udstyr, og der var en desperat mangel på kampvogne, motorkøretøjer og fly. På den tyske side havde tabene udmattet tropperne og havde slidt meget af udstyret op. Selv om der var 2 mio. mand i 70 divisioner, var kun 15 % af divisionerne motoriserede, og de var blevet udmarvet i operationerne, selv om de havde den højeste andel af motoriseret infanteri indtil da i krigen.
Offensiven mod Moskva, begyndte den 2. oktober 1941.
Med den store sejr ved Kijev var den sidste større modstand i den sydlige sektor borte, og Heeresgruppe Süd kunne fortsætte sin fremrykning mod det strategisk betydningsfulde Donbass-område. Et fuldstændigt gennembrud blev opnået på den sydlige del af fronten.
Nødvendigheden af at afslutte Kijev-operationen forsinkede fremrykningen mod Moskva i fire uger, hvilket nogle hævder var til skade for det efterfølgende slag om Moskva, da det kolde vejr nåede at sætte ind, hvilket hæmmede offensive operationer. Selv om slaget om Kijev var en stor operationel succes, havde det ikke den store effekt på den tyske strategiske stilling, fordi hovedmålet – en afgørende sejr, som ville afslutte krigen – ikke blev nået.
Selv om de sovjetiske styrker led frygtelige tab, købte de sig samtidig tid til at opbygge et forsvar af Moskva og bidragede dermed til at forlænge konflikten og til at føre til den senere allierede sejr i krigen.
Dette var en vigtig belæring for Stavka om at lære at trække tropper tilbage fra andre omringningsslag. I det senere slag om Moskva undgik russerne at blive omringet af tyske styrker, og ved slaget om Stalingrad var det sovjetstyrkerne, der omringede tyskerne.